# ラブリー (MONONOKEの曲)
『ラブリー』は、MONONOKEが2024年2月7日にビクターエンタテインメントからリリースした3作目の配信シングルである。

## 概要
- メジャーデビュー作『トーキョー・ジャーニー』以来、3ヶ月ぶりの作品。
- 表題曲は、インディーズ時代に宅録音源を自身のSNS上で公開していた。
- 2月6日にリリースを発表。

## 収録曲
1. ラブリー [3:38]
作詞・作曲・編曲：MONONOKE
  - キュートでピースフルなラブソング[1]。
  - エレクトリックピアノのループ音源を軸に、シティポップやゴスペルなど様々な要素が加わったヒップでハッピーな空気感を纏ったサウンドとなっている[1]。
  - MONONOKEは「大切な人を思い浮かべながら、写真や動画をスクロールしながら聴いてくれるとこの曲も喜んでくれると思います。」とコメントしている[1]。